# 1244
1244 (MCCXLIV) a fost un an bisect  al calendarului iulian.

## Evenimente
- 14 martie: Francezii cuceresc Montségur, centru al ereticilor cathari.
- 16 martie: Peste 200 de cathari sunt condamnați la arderea pe rug la Montségur; numeroși adepți ai catharismului emigrează în Catalonia, Sicilia și Lombardia.
- 31 martie: Tratatul de la Paris semnat între reprezentanții papali și cei ai împăratului Frederic al II-lea; împăratul nu onorează prevederile tratatului.
- 29 iunie: Papa Inocențiu al IV-lea părăsește Roma, îndreptându-se spre Lyon, în vederea unui conciliu.
- 11 iulie: Ierusalimul este cucerit de khwarezmieni, care masacrează populația; în continuare, atacatorii trec în slujba sultanului ayyubid din Egipt.
- 15 iulie: La ordinul sultanului ayyubid Malik al-Muattam, sunt distruse zidurile și fortificațiile Ierusalimul.
- 23 august: Sultanul din Cairo își face intrarea în Ierusalim, lăsat fără apărare; Ierusalimul este definitiv pierdut de creștini.
- 17-18 octombrie: Bătălia din apropiere de Gaza: creștinii din Palestina, sprijiniți de musulmanii din Damasc, sunt înfrânți în mod dezastruos de khwarezmieni și de musulmanii din Egipt; regatul creștin din Palestina se reduce la o bandă de coastă, în jurul Accrei.
- 2 decembrie: Inocențiu al IV-lea sosește la Lyon, unde convoacă al XIII-lea conciliu ecumenic.

### Nedatate
- iunie: Alungați de mongoli, 6.000 de cavaleri turci din Khwarezm trec în Siria, unde încep asedierea Damascului și pradă împrejurimile orașului; în fața rezistenței acestuia, se îndreaptă către Ierusalim.
- Prima mențiune a Berlinului.
- Regele Iacob I al Aragonului recucerește Altea de la mauri.
- Sevilla în Spania, Ceuta, Tlemcen și Meknès în Maghreb recunosc suzeranitatea lui Yahyâ I, suveranul hafsid din Tunis.

## Nașteri
- 24 iunie: Henric I de Hessa (d. 1308)

## Decese
- Ioana, contesă de Flandra și Hainaut (n. 1199/1200)